# Oldřich Macháč
Temple de la renommée de l'IIHF : 1999
Oldřich Machač (né le 18 avril 1946 à Prostějov en Tchécoslovaquie aujourd'hui ville de Tchéquie – mort le 10 août 2011 à Brno) est un joueur professionnel tchèque de hockey sur glace.

## Biographie

### Carrière en club
Il commence sa carrière en jouant dans l'équipe de sa ville natale en 1964. Il joue alors pour le TJ Prostějov dans le championnat de seconde division. La saison suivante, il rejoint le Dukla Košice en première division mais n'y reste que deux saisons avant de rejoindre le ZKL Brno, champion en titre.
Il ne gagne jamais le titre de champion de Tchécoslovaquie mais il remporte la troisième édition de la Coupe d'Europe des clubs champions, en 1968, son club ayant déjà gagné les deux éditions précédentes. En 1973, il devient le capitaine de l'équipe, poste qu'il occupe jusqu'en 1978, dernière saison qu'il joue au club.
Il est le porte-drapeau de la Tchécoslovaquie aux Jeux olympiques d'hiver de 1976.
En 1978, il quitte le club de Brno et rejoint le club Starbulls Rosenheim dans le championnat d'Allemagne de l'Ouest. En 1981, il remporte le titre de champion et termine sa carrière en 1982.

### Carrière internationale
Il représente l'équipe de Tchécoslovaquie lors de plusieurs compétitions internationales,. Il joua 293 matches internationaux pour l'équipe de Tchécoslovaquie en marquant 37 buts. Il disputa 12 championnats du monde consécutifs et 3 Jeux olympiques entre 1967 et 1978.

### Disctinction
En 1999, la Fédération internationale de hockey sur glace l'intronisa au temple de la renommée,.

## Statistiques
Pour les significations des abréviations, voir Statistiques du hockey sur glace.

### En club
| Saison    | Équipe              | Ligue  |    | Saison régulière | Saison régulière | Saison régulière | Saison régulière | Saison régulière |   | Séries éliminatoires | Séries éliminatoires | Séries éliminatoires | Séries éliminatoires | Séries éliminatoires |
| Saison    | Équipe              | Ligue  | PJ | B                | A                | Pts              | Pun              | PJ               | B | A                    | Pts                  | Pun                  |                      |                      |
| 1964-1965 | TJ Prostějov        | 2.liga |    |                  |                  |                  |                  |                  |   |                      |                      |                      |                      |                      |
| 1965-1966 | Dukla Košice        | 1.liga |    |                  |                  |                  |                  |                  |   |                      |                      |                      |                      |                      |
| 1966-1967 | Dukla Košice        | 1.liga |    |                  |                  |                  |                  |                  |   |                      |                      |                      |                      |                      |
| 1967-1968 | ZKL Brno            | 1.liga | 36 | 15               | 6                | 21               |                  |                  |   |                      |                      |                      |                      |                      |
| 1968-1969 | ZKL Brno            | 1.liga | 36 | 11               | 6                | 17               |                  |                  |   |                      |                      |                      |                      |                      |
| 1969-1970 | ZKL Brno            | 1.liga | 33 | 7                | 9                | 16               |                  |                  |   |                      |                      |                      |                      |                      |
| 1970-1971 | ZKL Brno            | 1.liga | 45 | 16               | 7                | 23               |                  |                  |   |                      |                      |                      |                      |                      |
| 1971-1972 | ZKL Brno            | 1.liga | 35 | 5                | 12               | 17               |                  |                  |   |                      |                      |                      |                      |                      |
| 1972-1973 | ZKL Brno            | 1.liga | 36 | 1                | 11               | 12               |                  |                  |   |                      |                      |                      |                      |                      |
| 1973-1974 | ZKL Brno            | 1.liga | 43 | 12               | 10               | 22               |                  |                  |   |                      |                      |                      |                      |                      |
| 1974-1975 | ZKL Brno            | 1.liga | 41 | 12               | 13               | 25               |                  |                  |   |                      |                      |                      |                      |                      |
| 1975-1976 | ZKL Brno            | 1.liga | 32 | 7                | 14               | 21               |                  |                  |   |                      |                      |                      |                      |                      |
| 1976-1977 | TJ Zetor Brno       | 1.liga | 37 | 7                | 15               | 22               |                  |                  |   |                      |                      |                      |                      |                      |
| 1977-1978 | TJ Zetor Brno       | 1.liga | 44 | 6                | 14               | 20               | 30               |                  |   |                      |                      |                      |                      |                      |
| 1978-1979 | Starbulls Rosenheim | 1.Bun. | 52 | 17               | 39               | 56               | 58               |                  |   |                      |                      |                      |                      |                      |
| 1979-1980 | Starbulls Rosenheim | 1.Bun. | 39 | 12               | 25               | 37               | 26               |                  |   |                      |                      |                      |                      |                      |
| 1980-1981 | Starbulls Rosenheim | 1.Bun. | 43 | 8                | 20               | 28               | 53               | 6                | 1 | 2                    | 3                    | 0                    |                      |                      |
| 1981-1982 | Starbulls Rosenheim | 1.Bun. | 44 | 8                | 15               | 23               | 29               |                  |   |                      |                      |                      |                      |                      |

### En équipe nationale
| Année | Compétition |                         | PJ                      | B                       | A                       | Pts                     | Pun                                |  | Résultat |
| 1971  | CM          | 10                      | 0                       | 0                       | 0                       | 4                       | Médaille d'argent                  |  |          |
| 1972  | JO          | données non disponibles | données non disponibles | données non disponibles | données non disponibles | données non disponibles | Médaille de bronze                 |  |          |
| 1972  | CM          | 10                      | 2                       | 4                       | 6                       | 4                       | Médaille d'or                      |  |          |
| 1973  | CM          | 10                      | 3                       | 6                       | 9                       | 11                      | Médaille de bronze                 |  |          |
| 1974  | CM          | 10                      | 2                       | 2                       | 4                       | 18                      | Médaille d'argent                  |  |          |
| 1976  | CC          | 5                       | 0                       | 2                       | 2                       | 4                       | Défaite en finale contre le Canada |  |          |
| 1976  | CM          | 10                      | 0                       | 2                       | 2                       | 4                       | Médaille d'or                      |  |          |
| 1977  | CM          | 10                      | 1                       | 3                       | 4                       | 2                       | Médaille d'or                      |  |          |
| 1978  | CM          |                         |                         |                         |                         |                         | Médaille d'argent                  |  |          |